# 小行星7256
小行星7256（7256 Bonhoeffer）是一颗绕太阳运转的小行星，为主小行星带小行星。该小行星于1993年11月11日发现。

## 轨道参数
小行星7256的轨道半长轴为2.4938105 UA，离心率为0.117。